# Achada do Pico
Achada do Pico é um sítio povoado da freguesia de São Jorge, concelho de Santana, Ilha da Madeira.